# Ésaïe Gasc
Ésaïe Gasc, né le 13 mai 1748 à Genève et mort le 28 octobre 1813 à Montauban, est un pasteur et théologien genevois. Il est professeur à la faculté de théologie protestante de Montauban de 1809 à sa mort, en 1813.

## Biographie
Son père, Louis Gasc, est un huguenot français originaire de Lacaune, réfugié pour des raisons religieuses dans le premier quart du XVIIIe siècle à Genève, chantre à la cathédrale saint-Pierre. Il bénéficie du statut d'« habitant » en 1735. Sa mère est Marie Guitard.
Ésaïe Gasc soutient sa thèse de théologie publiquement en 1771 puis, après ses derniers examens, il est accepté par la Compagnie des pasteurs de Genève en 1772. Il accède à la bourgeoisie de Genève en 1774. Il épouse Etiennette-Louise Dominicé à Vandœuvres. Il est nommé pasteur-catéchiste à Saint-Gervais le 20 avril 1781. Il est banni de Genève après la révolution manquée de 1782, pour une durée de dix ans, et prend un poste dans l'église wallonne de Hanau en Hesse de 1784 à 1786, pour lequel il reçoit une recommandation de la Compagnie des pasteurs de Genève, qui atteste que « son exil de Genève n'avait d’autres causes que des raisons politiques », puis à Constance (1786-1790), dans une église créée pour les réfugiés genevois, en 1789, il est rappelé à Genève, à la demande de la Compagnie des pasteurs qui fait une démarche pour que son bannissement soit levé, et il est rétabli dans ses fonctions et nommé pasteur à Cartigny puis à Genève (1790-1793). 
En 1793, il quitte ses fonctions pastorales et est élu, le 11 février, membre de l'Assemblée nationale de Genève. Il participe à la rédaction de la Constitution et est élu syndic en 1794. il est soupçonné de participer aux événements de Terreur révolutionnaire d'août 1794. Il appartient au Conseil législatif en 1795 et est secrétaire d’État en 1798. Il est signataire du traité de réunion à la France qui fait de Genève le chef-lieu du département français du Léman. Gasc ne retrouve pas sa place dans la compagnie des pasteurs.
En 1809, il est nommé professeur à la faculté de théologie de Montauban, qui vient d'être créée, et prend ses fonctions en mars 1810. Ses positions théologiques libérales et antitrinitaires suscitent des contestations de la part des orthodoxes. Les premières contestations viennent de Lasalle, d'un pasteur dont le frère est étudiant à la faculté de Montauban. Elles sont relayées à Nîmes, Montpellier, Anduze, Alès, et jusqu'à Toulouse, et Daniel Encontre, ancien pasteur et professeur à l'université de Montpellier, porte son argumentation sur la confession de foi, pour réfuter les thèses de Gasc. Des pasteurs de Nîmes lui opposent quant à eux, dans des courriers qu'ils lui adressent, la « doctrine reçue » de l'Église réformée. Gasc accepte des « concessions nécessaires à la conservation de son poste ». Il meurt de façon subite peu après, le 28 octobre 1813, juste avant la reprise des cours, ce qui éteint la polémique. Il est remplacé par Daniel Encontre.